# 宮谷直樹
宮谷 直樹 (みやたに なおき、1979年2月28日 - ）は日本のフットサル 元国際審判員 。北九州市サッカー協会 フットサル理事。北九州市出身。

## 略歴
小学4年でサッカーを始める。九州国際大学に進学、サッカー部に所属（アイスホッケーも掛け持ちする）。小学生のサッカークラブを指導するなど学生時代に審判員の資格を取得した。2001年、大学卒業後民間企業に就職。2007年、日本サッカー協会 Fリーグ発足時から審判員(フットサル1級審判員)に従事。2009年、国際審判員登録。これまで2009年、東アジアフットサル選手権、2010年、AFCフットサル選手権、2012年、FIFAフットサルワールドカップ 準決勝(タイ)など多くの国際大会で笛を吹いてきた。尚、この試合の審判(第2審判)で2012年、JFAより表彰を受ける。
本業は医療コンサルタント。